# Фудзио, Каори
Каори Фудзио (до замужества — Тиба) (яп. 藤尾 香織, род. 29 января 1981, Минами-Альпс, Яманаси) — японская хоккеистка (хоккей на траве), нападающий. Участница летних Олимпийских игр 2004, 2008 и 2012 годов, серебряный призёр летних Азиатских игр 2006 года, двукратный бронзовый призёр летних Азиатских игр 2002 и 2010 годов.

## Биография
Каори Тиба родилась 29 января 1981 года в японском городе Минами-Альпс.
Начала заниматься хоккеем на траве в пятом классе школы. Окончила университет Яманаси Гакуин.
Выступала за «Сони Бравия» из Итиномии, а также за нидерландский «Роттердам» (2009—2010, c 2012).
В 2004 году вошла в состав женской сборной Японии по хоккею на траве на летних Олимпийских играх в Афинах, занявшей 8-е место. Играла на позиции нападающего, провела 6 матчей, мячей не забивала.
В 2008 году вошла в состав женской сборной Японии по хоккею на траве на летних Олимпийских играх в Пекине, занявшей 10-е место. Играла на позиции нападающего, провела 6 матчей, забила 1 мяч в ворота сборной США.
В 2012 году вошла в состав женской сборной Японии по хоккею на траве на летних Олимпийских играх в Лондоне, занявшей 9-е место. Играла на позиции нападающего, провела 6 матчей, мячей не забивала.
В 2006 году с 6 мячами стала лучшим снайпером олимпийского квалификационного турнира в Риме вместе с японкой Томоми Комори, шотландкой Роной Симпсон и украинкой Мариной Виноградовой.
Трижды выигрывала медали хоккейных турниров летних Азиатских игр: серебро в 2006 году в Дохе, бронзу в 2002 году в Пусане и в 2010 году в Гуанчжоу.

## Семья
В 2011 году вышла замуж и стала носить фамилию Фудзио.